# والتر رانسوم غيل بيكر
والتر رانسوم غيل بيكر (بالإنجليزية: Walter Ransom Gail Baker)‏ هو مهندس أمريكي، ولد في 30 نوفمبر 1892 في لوكبورت في الولايات المتحدة، وتوفي في 30 أكتوبر 1960 في سيراكيوز في الولايات المتحدة.